# Guillermo Borthagaray
Guillermo Félix Borthagaray Comas (Montevideo, 31 luglio 2005) è un calciatore uruguaiano, difensore del Montevideo Wanderers.

## Carriera
È cresciuto nel settore giovanile del Montevideo Wanderers, club della prima divisione uruguaiana, con cui ha firmato il suo primo contratto professionistico il 23 giugno 2024. Ha debuttato in prima squadra il 14 luglio segunte nell'incontro di Primera División vinto 4-2 contro il Progreso.

## Statistiche

### Presenze e reti nei club
Statistiche aggiornate al 13 aprile 2025.
| Stagione        | Squadra              | Campionato      | Campionato | Campionato | Coppe nazionali | Coppe nazionali | Coppe nazionali | Coppe continentali | Coppe continentali | Coppe continentali | Altre coppe | Altre coppe | Altre coppe | Totale | Totale | Totale |
| Stagione        | Squadra              | Comp            | Pres       | Reti       | Comp            | Pres            | Reti            | Comp               | Pres               | Reti               | Comp        | Pres        | Reti        | Pres   | Reti   |        |
| --------------- | -------------------- | --------------- | ---------- | ---------- | --------------- | --------------- | --------------- | ------------------ | ------------------ | ------------------ | ----------- | ----------- | ----------- | ------ | ------ | ------ |
| 2024            | Montevideo Wanderers | PD              | 2          | 0          | CU              | 0               | 0               | -                  | -                  | -                  | -           | -           | -           | 2      | 0      |        |
| 2025            | Montevideo Wanderers | PD              | 6          | 0          | CU              | 0               | 0               | CS                 | 0                  | 0                  | -           | -           | -           | 6      | 0      |        |
| Totale carriera | Totale carriera      | Totale carriera | 8          | 0          |                 | 0               | 0               |                    | 0                  | 0                  |             | -           | -           | 8      | 0      |        |